# Harpegnathos macgregori
Harpegnathos macgregori är en myrart som beskrevs av Wheeler och Chapman 1925. Harpegnathos macgregori ingår i släktet Harpegnathos och familjen myror. Inga underarter finns listade i Catalogue of Life.